# Jerry Rice
Jerry Lee Rice (Starkville, 13 ottobre 1962) è un ex giocatore di football americano statunitense introdotto nel 2010 nella Pro Football Hall of Fame.
Rice giocò nella National Football League ed è universalmente riconosciuto come il più grande wide receiver nella storia della NFL, oltre che uno dei migliori giocatori in assoluto, avendo costantemente mostrato prestazioni eccezionali nonché una grande etica del lavoro dentro e fuori dal campo.
Selezionato 13 volte per il Pro Bowl (1986-1996, 1998, 2002) nelle sue 20 stagioni nella NFL, ha vinto tre Super Bowl con i San Francisco 49ers. Ha giocato anche per Oakland Raiders e Seattle Seahawks, oltre che per i Denver Broncos nella pre-stagione del 2005. Nel 2006 Rice ha firmato un contratto di un giorno per i 49ers per chiudere la carriera come membro della squadra.

## Infanzia
Jerry Rice nacque a Starkville ma crebbe a Crawford, nello Stato del Mississippi. Figlio di un muratore, si formò lavorando con il padre. La sua velocità lo aiutò ad eccellere nel football già ai tempi della high school, la B.L. Moor High School a Crawford, quando già si divertiva guardando il football in televisione.
Rice ricorda come la sua carriera nel football sia iniziata dopo aver marinato un giorno la scuola, secondo quanto raccontato dall'ex giocatore al giornalista dell'Associated Press Tom Coyne, dopo l'elezione di Rice nella College Football Hall of Fame. Nel libro "Rice" (di Jerry Rice e Micheal Silver), il giocatore racconta di come il preside lo seguì, ma una volta chiamatolo per nome, il ragazzo si diede alla fuga e il preside esclamò: "Wow, questo ragazzo è veramente veloce". La mattina dopo, Rice venne convocato nell'ufficio del preside stesso per la punizione (secondo quanto riportato, cinque o sei colpi di frusta) e per parlare con l'allenatore di football della sua velocità. L'allenatore, Charles Davis, parlò a Rice della sua ammissione nella squadra.
Da giocatore della high school, diventò un All-State end e un defensive back (saltuariamente giocò anche come running back e come quarterback), non riuscendo tuttavia a garantirsi una borsa di studio tra le 40 o più National Collegiate Athletic Association (NCAA) Division I-A, neanche da Mississippi State, distante solo venti miglia dalla sua scuola. Archie Cooley, coach nella Division I-AA della Mississippi Valley State University a Itta Bena, venne a conoscenza di Rice attraverso la rete di coach di colore delle high school. Rice dice di Colley: "Nessun altro è venuto a vedermi di persona". Per questo motivo, esortato dal fratello maggiore Tom, Jerry accettò la borsa di studio e sbarcò a Itta Bena nel 1981.

## Carriera universitaria
Rice frequentò la Mississippi Valley State University, diventando un pilastro della squadra di football. Si guadagnò il soprannome di "World" (Mondo), perché non c'era una palla al mondo che non potesse prendere. Le notizie sulle sue statistiche nei suoi anni al college sono scarse e incongruenti, ma il sito della College Football Hall of Fame afferma che Rice, nel suo anno da sophomore nel 1982, ricevette 66 passaggi per 1.133 yard e 7 touchdown. Era il suo primo anno da compagno di squadra della matricola Willy Totten, quarterback soprannominato "Satellite". Insieme, Rice e Totten diventarono famosi come "The Satellite Express" e stracciarono numerosi record della NCAA nella run and shoot offense del coach Archie Cooley, soprannominato "The Gunslinger" (il pistolero).
Rice stabilì record su record nel 1983, incluso quello delle segnature e delle yard su ricezione (102) della NCAA e venne eletto nella prima squadra della Division I-AA All-America. Stabilì anche un record sulla singola partita, raccogliendo 24 passaggi contro Southern. Da senior, nel 1984, superò il suo record nelle ricezioni (112) e nelle yard ricevute (1.845). I suoi 27 touchdown su ricezione nella stagione 1984 sono il record nella NCAA per tutte le division.
La stagione 1984 divenne memorabile per la MVSU anche per l'attrazione a livello nazionale che suscitarono i Delta Devils, che segnarono 628 punti (con una media di oltre 59 a partita). Dopo un esperimento estivo in agosto, Coley chiamò tutti gli schemi a Totten dalla linea di scrimmage, senza un huddle. Il risultato fu che i numeri dell'attacco diventarono ancora più sbalorditivi. Rice raccolse 17 passaggi per 199 yard contro Southern, 17 per 294 contro Kentucky State e 15 per 285 contro Jackson State, nella prima vittoria della MSVU contro questa squadra dal 1954. Rice, durante questa stagione, segnò in ben due occasioni cinque touchdown in una sola partita. Finì la sua carriera al college con 301 ricezioni per 4.693 yard e 50 touchdown (qualche fonte indica 310, 4.856 e 51). Il suo record per i touchdown totali in carriera resistette fino al 7 ottobre 2006, quando il wide receiver dell'Università di New Hampshire David Ball segnò il suo cinquantunesimo touchdown su corsa.
Anche se Totten faceva girare al meglio la squadra, Rice venne riconosciuto come il miglior giocatore del team e ricevette la nomina in tutti gli All-American team (inclusa la AP squad), finendo nono nel ballottaggio per l'Heisman Trophy nel 1984. Nell'All Star Game giocato a Natale ricevette il titolo di MVP. Quando passò ai professionisti sostituì il suo numero di maglia (88) con il numero 80.
Nell'estate del 1999, la scuola cambiò il nome allo stadio di football: da Magnolia Stadium a Rice-Totten Field. Totten, che giocherà nei professionisti nella CFL (British Columbia Lions nel 1986, Toronto Argonauts nel 1987) e nella NFL (riserva dei Buffalo Bills nel 1987), diventerà head coach della MVSU a partire dal 2002.
Rice venne introdotto nella College Football Hall of Fame il 12 agosto 2006, raggiungendo Totten, introdotto nel 2005.

## Carriera professionistica

### San Francisco 49ers
I record stagionali colti da Rice nel 1984 attrassero le attenzioni di molti scout della NFL, ma la sua velocità (secondo i resoconti solo 4,7 secondi sulle 40 yard) mise in guardia molti, anche se apparentemente ci furono solo due eccezioni: i Dallas Cowboys e i San Francisco 49ers. Nella sua autobiografia, Rice racconta che Cowboys, Green Bay Packers, San Diego Chargers e Indianapolis Colts presero contatto con lui prima del draft. Al primo giro del draft NFL nel 1985, Dallas aveva la diciassettesima scelta, mentre i 49ers avevano l'ultima, avendo vinto l'ultimo Super Bowl. L'allenatore di San Francisco Bill Walsh si interessò a Rice dopo aver visto alcuni suoi filmati il sabato sera prima della sfida tra 49ers e Houston Oilers il 21 ottobre 1984. Il giorno del draft (il 30 aprile 1985), San Francisco cedette le sue due prime chiamate per la prima scelta dei New England Patriots (che aveva la sedicesima in assoluto e si prese anche le chiamate del terzo giro dei 49ers) e selezionò Rice prima che i Cowboys potessero prenderlo.

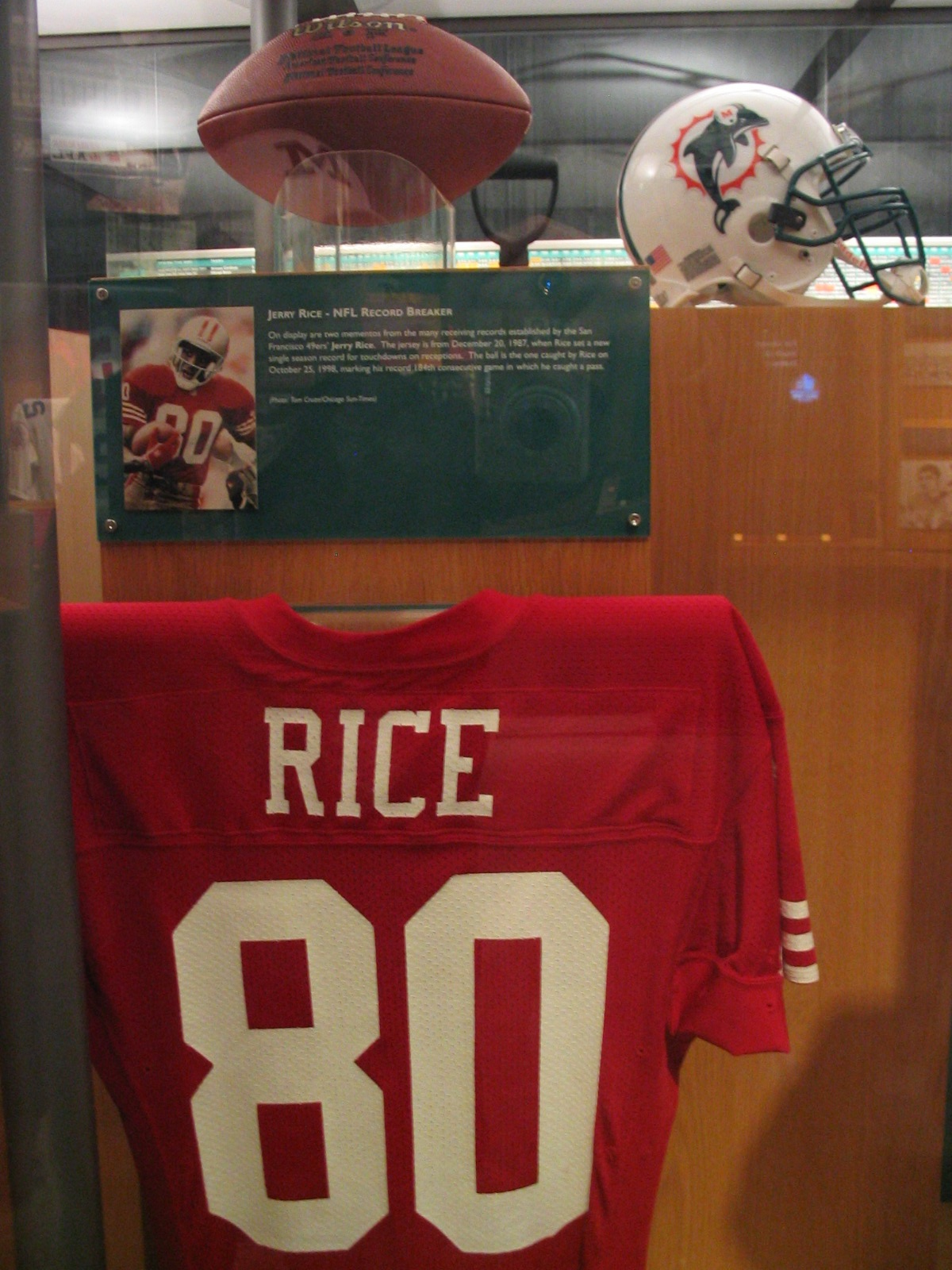
La maglia di Rice in mostra alla Pro Football Hall of Fame

Sebbene pasticciasse in alcune situazioni (facendo cadere numerosi passaggi), Rice disputò un'ottima stagione da rookie nel 1985, stagione nella quale spicca una partita da 10 ricezioni e 241 yard contro i Los Angeles Rams a dicembre. Alla fine della stagione fece segnare 49 ricezioni per 927 yard, con una media di 18,9 yard per ricezione. La stagione seguente raccolse 86 passaggi per 1.570 yard e 15 touchdown totali a fine anno. Fu la prima di sei stagioni nelle quali Rice comandò la classifica della NFL nelle ricezioni e nei touchdown su ricezione. Nel 1987 venne nominato giocatore dell'anno della NFL. Malgrado abbia giocato solo dodici partite durante l'anno (per lo sciopero dei giocatori NFL) riuscì a mettere assieme 1.078 yard su ricezione e il record nella NFL di 22 touchdown su ricezione.
Nel 1988 Rice giocò una delle stagioni più belle della sua carriera. Raccolse 64 passaggi per 1.306 yard e 9 touchdown, trascinando la squadra a un record di 10-6. Durante i play-off diventò fondamentale nella vittoria 28-3 contro i Chicago Bears nella sfida per il titolo della National Football Conference, collezionando 5 ricezioni per 123 yard e 2 touchdown. Ma la sua performance nel Super Bowl XXIII fu ancora migliore. In quella che viene definita una delle sue partite più belle, Rice raccolse 11 passaggi per 215 yard e un touchdown, collezionando altre 5 yard su corsa nella vittoria sui Cincinnati Bengals (20-16). È il record per ricezioni e yard ricevute nel Super Bowl. A fine gara, Rice diventerà il terzo wide receiver nella storia della NFL a fregiarsi del titolo di MVP del Super Bowl.
Nel 1989 i 49ers riconquistarono l'accesso al Super Bowl, grazie alle 82 ricezioni per 1.483 yard e 17 touchdown di Rice durante la stagione e alle 12 ricezioni con 169 yard e 2 touchdown nelle due partite di playoff. Diventò nuovamente il fattore principale nella vittoria finale di San Francisco, finendo il Super Bowl XXIV con 7 ricezioni, 148 yard e il record nel Super Bowl di tre ricezioni da touchdown.
Un'altra superba stagione arrivò nel 1990, alla testa delle ricezioni (100), delle yard ricevute (1.502) e dei touchdown ricevuti (13) nella NFL. Giocò un match memorabile contro Atlanta nella sesta settimana, quando segnò 5 touchdown (record personale in carriera). San Francisco chiuse con un record di 14-2, ma fallì il "three-peat" (tre vittorie consecutive nel Super Bowl), perdendo 15-13 contro i New York Giants nella gara per il titolo della NFC.
Rice tornò a giocare il Super Bowl con i 49ers nel 1994, toccando il massimo in carriera di 112 ricezioni per 1.499 yard e 13 touchdown. Nella prima gara della stagione (il Monday Night contro i Los Angeles Raiders) infilò 7 ricezioni con 169 yard, suo massimo stagionale, e 2 touchdown, correndo per un'ulteriore yard e arrivando fino al primo posto all-time della NFL per touchdown segnati (127). I 49ers vinsero la partita 44-14. Nonostante fosse riuscito a raccogliere solo 6 passaggi nelle due gare dei playoff, fu un componente essenziale della squadra che vinse 49-26 contro i San Diego Chargers nel Super Bowl XXIX, nel quale collezionò 10 ricezioni per 149 yard e 3 touchdown. Tutto ciò con una spalla slogata.
Nel 1995 Rice collezionò 122 passaggi, massimo in carriera, per un record nella NFL di 1.848 yard ricevute e 15 touchdown. I 49ers persero comunque nei playoff contro i Green Bay Packers, nonostante Rice avesse raccolto 11 ricezioni con 117 yard. L'anno seguente le cifre dicono 108 ricezioni, 1.254 yard e 8 touchdown. San Francisco vinse nel wild card game, ma perse ancora contro i Packers. Nelle tre stagioni dal 1994 al 1996, Rice guadagnò 342 ricezioni per 4.601 yard e 36 touchdown.
All'inizio della stagione 1997 si ruppe il legamento crociato anteriore e il legamento mediale collaterale del ginocchio sinistro. L'infortunio interruppe una sequenza di 189 partite consecutive disputate. Quattordici settimane dopo tornò in campo, molto prima rispetto a quanto indicassero i dottori. Segnò un touchdown, ma quando cadde a terra si ruppe la rotula. Rinunciò così al Pro Bowl per la prima volta in 11 anni. Nonostante tutto, riuscì a riprendersi e nel 1998 collezionò 82 ricezioni, 1.157 yard e 9 touchdown.

### Oakland Raiders
Dopo altre due stagioni con i 49ers, Rice lasciò la squadra e firmò per i Raiders. Fu eccellente nel 2001, con 83 ricezioni, 1.139 yard e 9 touchdown. Nel 2002 fece anche di meglio: 92 ricezioni, 1.211 yard e 7 touchdown, portando Oakland fino al Super Bowl. I Raiders persero 48-21, ma Rice collezionò 5 ricezioni, 77 yard e un touchdown da 48 yard nel quarto periodo, che lo fece diventare il primo giocatore della storia a firmare un touchdown su passaggio in quattro differenti Super Bowl.

### Seattle Seahawks
Sarebbe stato il suo ultimo Super Bowl. Oakland chiuse il 2003 crollando dal record di 11-5 del 2002 a un pessimo 4-12. Rice lasciò i Raiders dopo quattro partite, firmando per Seattle fino alla fine della stagione e giocando il suo ultimo incontro di post-season nella sconfitta contro i St. Louis Rams. Nell'estate del 2005 entrò nella rosa dei Denver Broncos in qualità di sesto wide receiver, ma si ritirò subito dopo l'inizio della stagione.
Il 19 agosto 2006 i 49ers annunciarono che Rice avrebbe firmato un contratto con San Francisco per chiudere nella squadra con il quale aveva cominciato. Il 24 agosto Jerry Rice si ritirò ufficialmente, firmando un contratto di un giorno per 1.985.806,49 dollari (1985 è l'anno in cui aveva debuttato, 80 il suo numero di maglia, 06 l'anno in cui era tornato a San Francisco e 49 per il nome del team). La cifra fu puramente simbolica, Rice non pretese alcun compenso. Il 19 novembre, nell'intervallo della gara contro i Seattle Seahawks, ci fu la cerimonia per onorare al meglio il wide receiver.

## Eredità

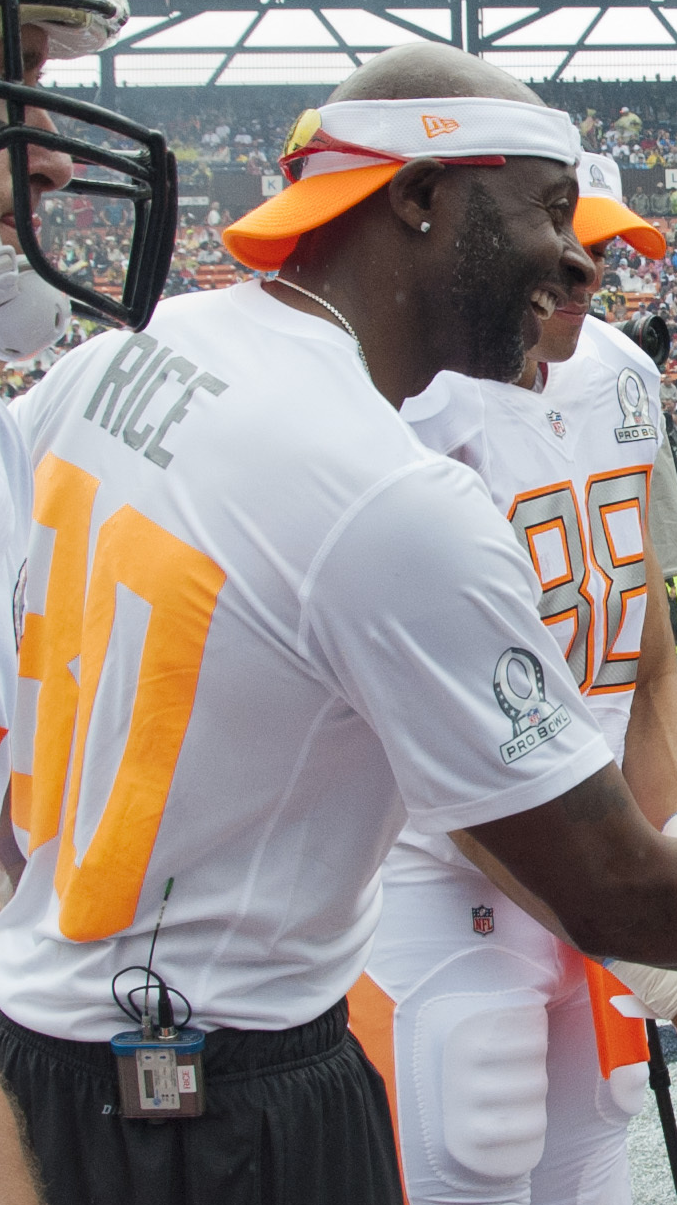
Jerry Rice nel Pro Bowl 2014.

Rice si ritirò da primatista in numerose statistiche. Le sue 1.549 ricezioni sono 448 in più rispetto a Cris Carter, che è al secondo posto nella classifica all-time. Rice stacca tutti anche nelle yard ricevute (22.895, Terrell Owens al secondo posto ne ha collezionate 7.164 in meno), nei touchdown su ricezione (197, con Carter fermo a 130) e nei touchdown totali (207 contro i 175 di Emmitt Smith).
Per far capire quante siano 22.895 yarde su ricezioni, basta ricordare che Rice, anche senza yard su corsa o calcio, sarebbe comunque secondo nella classifica delle all-purpose yard (categoria basata sulla combinazione delle yards su corsa, ricezione e ritorno).
Al di là delle cifre, Rice verrà sempre ricordato per la sua grande etica del lavoro e per la dedizione. In 20 anni di carriera, ha saltato solo 17 partite, 14 nel solo 1997 (anno in cui si ruppe i legamenti) e le altre tre nel 1987, l'anno degli scioperi. Le sue 303 partite disputate sono di gran lunga il record nella NFL per un wide receiver, a sole 51 presenze dal record assoluto.
Nel 1999 la rivista The Sporting News lo inserì nella lista dei 100 giocatori di football più forti di sempre al secondo posto, dietro al solo Jim Brown. Rice, che già navigava 35 posizioni più in alto rispetto all'unico giocatore allora in attività (Deion Sanders), giocò per altre cinque stagioni. TSN stilò la stessa classifica per il baseball nello stesso anno, rivedendola nel 2005, con alcuni significativi cambiamenti dovuti ai successi conseguiti dai giocatori ancora in attività nel 1999. Non è stata fatta la stessa cosa nel football ma, nel caso, una delle questioni più importanti sarebbe la promozione al primo posto di Rice. È riconosciuto come il miglior ricevitore della storia della NFL e detiene tuttora dei record difficilmente avvicinabili.

## Record NFL

### Stagione regolare
- Ricezioni (1549)
- Yard ricevute (22.895)
- Touchdown su ricezione (199)
- Yards totali (32.540)
- Touchdown (207)
- Stagioni con almeno 50 ricezioni (17)
- Stagioni con almeno 1.000 yards su ricezione (14)
- Partite con almeno 100 yard su ricezione (76)
- Partite consecutive con almeno una ricezione (274)
- Partite consecutive con almeno un touchdown su ricezione (13)

È attualmente l'unico giocatore nell'era post NFL/AFL con una produzione offensiva sulla singola stagione pari al doppio di quella realizzata dal giocatore al secondo posto. (22 touchdown contro gli 11 di Mik Quick nel 1987)

### Playoff
- Partite giocate (34)
- Touchdown (22)
- Ricezioni (151)
- Yards su ricezione (2.245)
- Ricezioni da touchdown in una singola partita (3 in tre occasioni, alla pari di altri dieci giocatori)
- Partite con almeno 100 yard su ricezione (8)
- Partite consecutive con almeno una ricezione (28)

### Super Bowl
- Ricezioni (39)
- Yard su ricezione (589)
- Yard totali (604)
- Touchdown su ricezione (8)
- Punti segnati (48)
- Yard ricevute in una sola partita (215)
- Touchdown su ricezione in una sola partita (3, due volte)
- Punti segnati in una sola partita (18, due volte)

## Palmarès

### Franchigia
- Super Bowl : 3

San Francisco 49ers: Super Bowl XXIII, Super Bowl XXIV, Super Bowl XXIX
- National Football Conference Championship: 3

San Francisco 49ers: 1988, 1989, 1995
- American Football Conference Championship: 1

Oakland Raiders: 2002

### Individuale
- MVP del Super Bowl: 1

1988
- Convocazioni al Pro Bowl: 13

1986, 1987, 1988, 1989, 1990, 1991, 1992, 1993, 1994, 1995, 1996, 1998, 2002
- MVP del Pro Bowl: 1

1995
- First-team All-Pro: 10

1986, 1987, 1988, 1989, 1990, 1992, 1993, 1994, 1995, 1996
- Second-team All-Pro: 2

1991, 2002
- Miglior giocatore offensivo dell'anno della NFL: 2

1987, 1993
- Bert Bell Award: 1

1987
- Leader della NFL in yard ricevute: 6

1986, 1989, 1990, 1993, 1994, 1995
- Leader della NFL in touchdown su ricezione: 6

1986, 1987, 1989. 1990, 1991, 1993
- PFWA All-Rookie Team - 1985
- Formazione ideale della NFL degli anni 1980
- Formazione ideale della NFL degli anni 1990
- Formazione ideale del 75º anniversario della National Football League
- Formazione ideale del 100º anniversario della National Football League
- Numero 80 ritirato dai San Francisco 49ers
- Pro Football Hall of Fame
- College Football Hall of Fame
- Classificato al #1 tra i migliori cento giocatori di tutti i tempi da NFL.com

## Statistiche
|        |         | Ricezioni | Ricezioni | Ricezioni | Ricezioni | Ricezioni | Ricezioni | Ricezioni | Corse | Corse | Corse | Corse | Corse |
| Anno   | Squadra | P         | PT        | Ric       | Yard      | Media     | Max       | TD        | Ten   | Yard  | Media | Max   | TD    |
| ------ | ------- | --------- | --------- | --------- | --------- | --------- | --------- | --------- | ----- | ----- | ----- | ----- | ----- |
| 1985   | SF      | 16        | 4         | 49        | 927       | 18.9      | 66        | 3         | 6     | 26    | 4.3   | 15    | 1     |
| 1986   | SF      | 16        | 15        | 86        | 1570      | 18.3      | 66        | 15        | 10    | 72    | 7.2   | 18    | 1     |
| 1987   | SF      | 12        | 12        | 65        | 1078      | 16.6      | 57        | 22        | 8     | 51    | 6.4   | 17    | 1     |
| 1988   | SF      | 16        | 16        | 64        | 1306      | 20.4      | 96        | 9         | 13    | 107   | 8.2   | 29    | 1     |
| 1989   | SF      | 16        | 16        | 82        | 1483      | 18.1      | 68        | 17        | 5     | 33    | 6.6   | 17    | 0     |
| 1990   | SF      | 16        | 16        | 100       | 1502      | 15.0      | 64        | 13        | 2     | 0     | 0.0   | 2     | 0     |
| 1991   | SF      | 16        | 16        | 80        | 1206      | 15.1      | 73        | 14        | 1     | 2     | 2.0   | 2     | 0     |
| 1992   | SF      | 16        | 16        | 84        | 1201      | 14.3      | 80        | 10        | 9     | 58    | 6.4   | 26    | 1     |
| 1993   | SF      | 16        | 16        | 98        | 1503      | 15.3      | 80        | 15        | 3     | 69    | 23.0  | 43    | 1     |
| 1994   | SF      | 16        | 16        | 112       | 1499      | 13.4      | 69        | 13        | 7     | 93    | 13.3  | 28    | 2     |
| 1995   | SF      | 16        | 16        | 122       | 1848      | 15.1      | 81        | 15        | 5     | 36    | 7.2   | 20    | 1     |
| 1996   | SF      | 16        | 16        | 108       | 1254      | 11.6      | 39        | 8         | 11    | 77    | 7.0   | 38    | 1     |
| 1997   | SF      | 2         | 1         | 7         | 78        | 11.1      | 16        | 1         | 1     | -10   | -10.0 | -10   | 0     |
| 1998   | SF      | 16        | 16        | 82        | 1157      | 14.1      | 75        | 9         | 0     | 0     | 0.0   | 0     | 0     |
| 1999   | SF      | 16        | 16        | 67        | 830       | 12.4      | 62        | 5         | 2     | 13    | 6.5   | 11    | 0     |
| 2000   | SF      | 16        | 16        | 75        | 805       | 10.7      | 68        | 7         | 1     | -2    | -2.0  | -2    | 0     |
| 2001   | Oak     | 16        | 15        | 83        | 1139      | 13.7      | 40        | 9         | 0     | 0     | 0.0   | 0     | 0     |
| 2002   | Oak     | 16        | 16        | 92        | 1211      | 13.2      | 75        | 7         | 3     | 20    | 6.7   | 12    | 0     |
| 2003   | Oak     | 16        | 15        | 63        | 869       | 13.8      | 47        | 2         | 0     | 0     | 0.0   | 0     | 0     |
| 2004   | Oak     | 6         | 5         | 5         | 67        | 13.4      | 18        | 0         | 0     | 0     | 0.0   | 0     | 0     |
| 2004   | Sea     | 11        | 9         | 25        | 362       | 14.5      | 56        | 3         | 0     | 0     | 0.0   | 0     | 0     |
| totale |         | 303       | 284       | 1549      | 22895     | 14.8      | 96        | 197       | 87    | 645   | 7.4   | 43    | 10    |

## Vita privata
Rice è il padre del ricevitore dei Los Angeles Chargers Brenden Rice.